# پائولو چکونی
پائولو چکونی (انگلیسی: Paolo Cecconi؛ زادهٔ ۱۱ ژوئن ۱۹۵۳) بازیکن فوتبال اهل ایتالیا است.